# Принія рудогуза
Принія рудогуза (Laticilla burnesii) — вид горобцеподібних птахів родини Pellorneidae. Мешкає в Південній Азії. Вид названий на честь шотландського мандрівника й дипломата Александера Бернса.

## Опис
Довжина птаха становить 17 см, довжина крила 53—59 мм, довжина хвоста 8,7—11,5 см. Верхня частина тіла коричнева, задня частина шиї і верхня частина спини рудувато-коричневі. На голові темні смужки. Нижня частина тіла білувата з жовтувато-коричневим відтінком і темними смужками на боках. Гузка яскраво-руда або каштанова. На крилах світла смуга, сформована світлими краями покривних пер. Внутрішня частина крила жовтувато-біла. Махові пера сірувато-коричневі. Хвіст довгий, східчастий. Стернові пера сіруваті або оливково-коричневі з рудими кінчиками. Навколо очей білі кільця, від дзьоба до очей ідуть білі смужки, щоки білуваті з темними смужками. Дзьоб рогово-коричневий, знизу світліший. Очі карі. Лапи тілесного або світло-коричневого кольору.

## Підвиди
Виділяють два підвиди:
- L. b. burnesii (Blyth, 1844) — Пакистан і північно-західна Індія;
- L. b. nipalensis (Baral, Basnet, Chaudhary, B, Chaudhary, H, Giri & Som, 2007) — східний Непал.

## Поширення і екологія
Рудогузі принії мешкають у долині Інду на території Пакистану і Північно-Західної Індії. Окрема популяція, відкрита у 2005 році, мешкає в долині річки Коші на півдні Непалу. Рудогузі принії живуть на луках, зокрема на заплавних, іноді в заростях акації або тамариксу, на болотах, поблизу каналів. Зустрічаються невеликими зграйками. Живляться комахами. Сезон розмноження триває з лютого по вересень. Гніздо чашоподібне, зроблене з трави, в кладці 4 яйця.

## Збереження
МСОП класифікує стан збереження цього виду як близький до загрозливого. Рудогузим приніям може загрожувати знищення природного середовища.